# 林士街天橋
林士街天橋（英語：Rumsey Street Flyover），又稱干諾道中天橋（英語：Connaught Road Central Flyover）是位於中環機利文街及西營盤修打蘭街之間一段四號幹線雙向行車的高架道路，屬1984年港府實行之「干諾道改善工程計劃」一部份，於1986年11月16日開始興建，1989年10月隨畢打街隧道及重建為雙程行車的夏慤道天橋同期落成，1990年1月21日啟用，耗資1.87億元。
林士街天橋西面連接干諾道西及干諾道西天橋，東面連接中環灣仔繞道、干諾道中及民寶街。

## 行車線配置

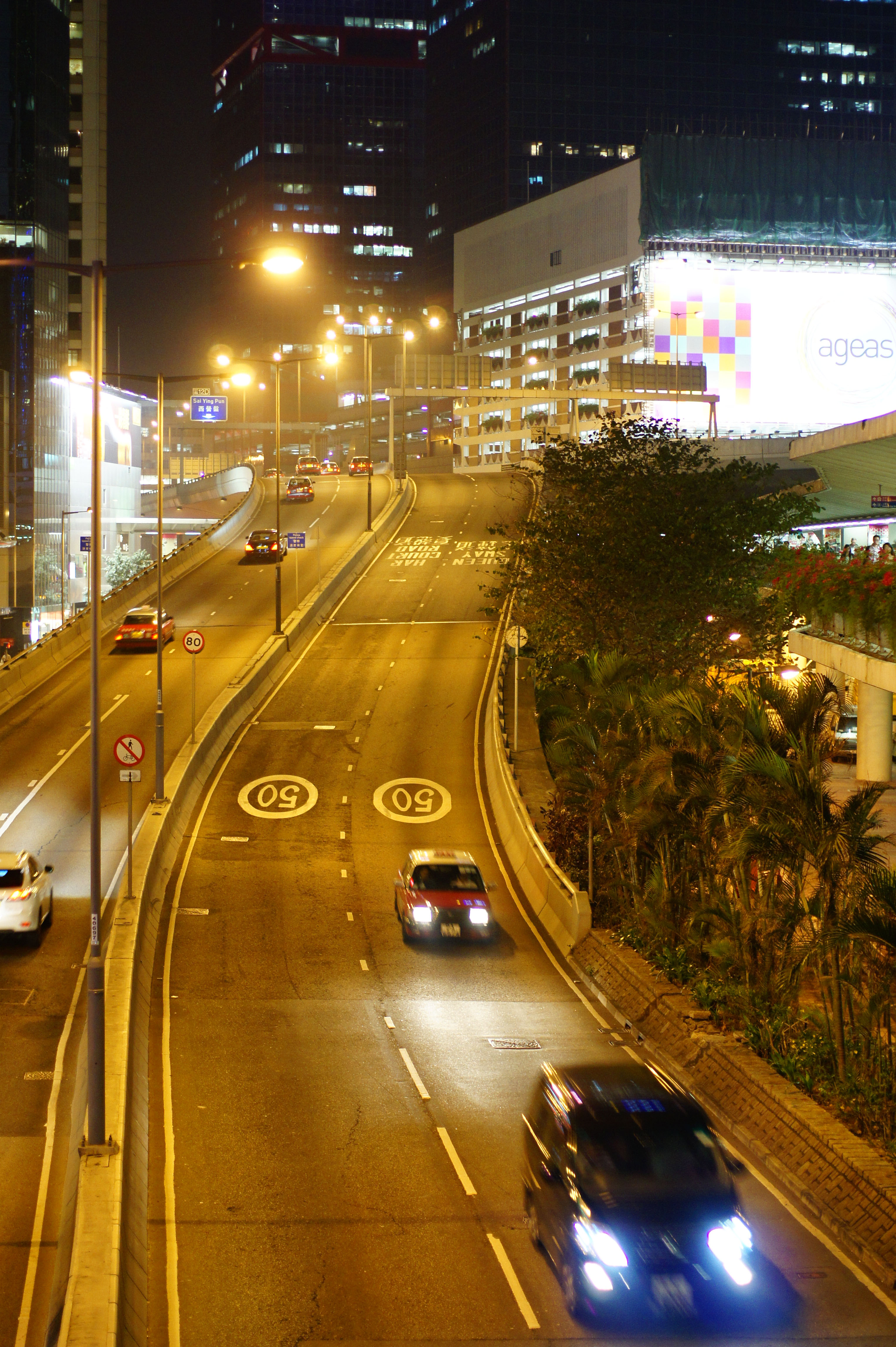
原有林士街天橋東面橋面（東行線在中環灣仔繞道通車後已改為只限西行）

自啟用至中環灣仔繞道通車前，東行車輛於干諾道中下橋只能通往畢打街隧道前往金鐘或灣仔，故若要前往中環，必須從民寶街出口離開，再經民寶街、民耀街、康樂廣場方能返回干諾道中。
由於原有東行線在中環灣仔繞道全線通車後隨即封閉，往金鐘車輛只由民寶街出口離開，改經耀星街、龍和道、添華道才可通往夏慤道。
2019年7月3日，運輸署研究保留林士街天橋東行方向下行斜路，並將該路段與旁邊路段合併，將林士街天橋的西行行車線向已封閉的東行行車道方向遷移，改建林士街天橋西行優先通行路口為合流車道，改善林士街天橋西行的交通狀況。

## 交匯道路
- 干諾道西天橋
- 西區海底隧道
- 中環灣仔繞道
- 民吉街
- 民祥街
- 干諾道西